# Прапор Праги
Прапор Праги — нарівні з гербом є одним з офіційних символів Праги, столиці Чехії.

## Опис
Прапор Праги являє собою прямокутне полотнище зі співвідношенням сторін 2:3, воно складається з двох рівновеликих горизонтальних смуг червоного і жовтого кольорів. Прапор іноді використовується з розміщеним на ньому гербом Праги.

## Схожі прапори

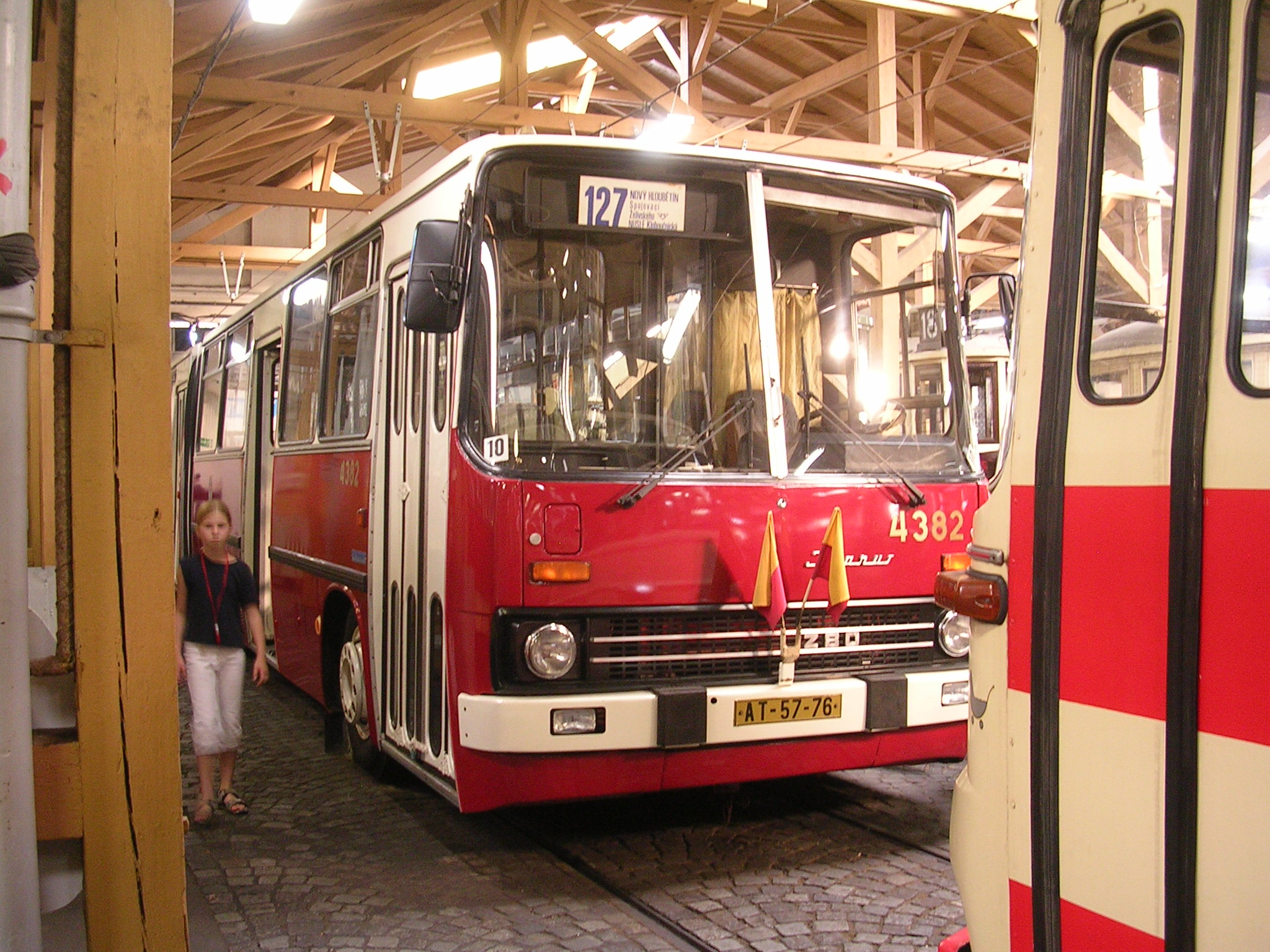
Столичні прапорці на міському автобусі в Музеї транспорту на Стршешовиці

Жовто-червоний біколор нерідко використовується в інших областях Чехії і за її межами. Сучасний прапор Праги має ті ж кольори, що й:
- прапор Моравії
- прапор Чеських Будейовиць
- прапор Варшави
- прапор Кунди
- і багато інших.
- Прапори міст Мельник і Новий Бір мають ті ж поєднання кольорів, тільки у зворотньому порядку.

## Райони

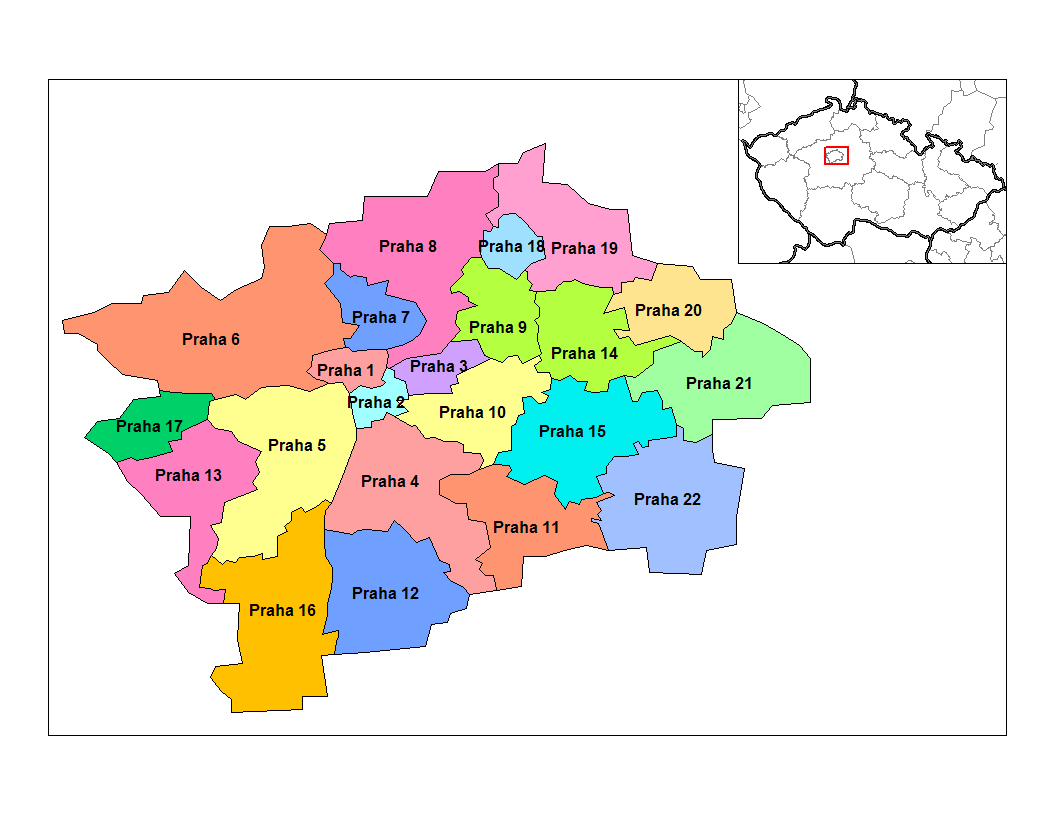
Райони Праги

Прага 1
Прага 2
Прага 3
Прага 4
Прага 5
Прага 6
Прага 7
Прага 8
Прага 9
Прага 10
Прага 11
Прага 12
Прага 13
Прага 14
Прага 15
Прага 16
Прага 17
Прага 18
Прага 19
Прага 20
Прага 21
Прага 22